# Santuario Basilica San Valentino
Santuario Basilica San Valentino (pol. Sanktuarium i bazylika św. Walentego) – rzymskokatolicki kościół w Terni. Jest kościołem parafialnym w diecezji Terni-Narni-Amelia. Stanowi centrum kultu św. Walentego, którego relikwie znajdują się w kościele i który jest tradycyjnie uważany za patrona zakochanych. W dzień jego męczeńskiej śmierci, przypadający 14 lutego, w Terni odbywają się uroczystości religijne i świeckie.

## Historia

### Kult św. Walentego i pierwszy kościół pod jego wezwaniem
Walenty, jeden z najbardziej czczonych świętych na świecie, był obywatelem Terni w Umbrii. 14 lutego 273 roku z rozkazu prefekta Rzymu Furiusa Placidusa poniósł męczeńską śmierć przez ścięcie, najprawdopodobniej na Via Flaminia koło Terni. Wzmianka o tym znajduje się m.in. w Martyrologium Hieronymianum, zredagowanym między pierwszą połową V a pierwszą połową VI wieku. Począwszy od VI–VII wieku biskup św. Walenty był czczony w Terni. Istnienie „bazyliki Beati Valentini episcopi et martyris” w Terni, w miejscu historycznego spotkania w 742 roku między papieżem Zachariaszem a królem Longobardów Liutprandem, zostało natomiast potwierdzone w Liber Pontificalis. Papież Mikołaj I Wielki, wymieniony w tym samym tekście, wspomina o „monasterium Sancti Valentini” (klasztorze św. Walentego) w pobliżu Terni. Wspomniany klasztor należał od około VII wieku do benedyktynów. Diecezja Terni została zniesiona w 598 roku, a jej terytorium włączono najpierw do diecezji Narni, a następnie Spoleto. Los diecezji podzielił też klasztor. W 1218 roku papież Honoriusz III restytuował diecezję Terni i klasztor benedyktynów. Do początku XVI wieku losy kościoła nie były znane. Kościół ten odwiedził pod koniec XVI wieku kardynał Paolo Camillo Sfrontato, który był namiętnym kolekcjonerem pamiątek. Spotkał się on z miejscowym biskupem, Giovannim Antoniem Onoratim. Onorati otrzymał w 1605 roku zezwolenie papieża Pawła V na rozpoczęcie poszukiwań relikwii św. Walentego i jego wiernych uczniów, które ostatecznie znaleziono w pobliżu ołtarza. Wydarzenie to zapoczątkowało budowę nowej świątyni.

### Obecny kościół

#### XVII – XIX wiek
Prace nad budową obecnego kościoła rozpoczęły się w 1606 roku i trwały kilka lat, ale już w 1609 roku pojawili się w niej karmelici bosi. 22 lipca 1618 roku relikwie św. Walentego zostały uroczyście wniesione do świątyni, której budowa została ukończona w 1630 roku. W 1625 roku arcyksiążę Austrii Leopold V Habsburg, podróżujący do Rzymu, odwiedził świątynię. Przejął na siebie dalsze finansowanie budowy nowego, marmurowego ołtarza, ukończonego w 1632 roku. Zobowiązał się też do przekazania świątyni części czaszki świętego, którą otrzymał kilka wieków wcześniej w darze jeden z jego przodków. W 1630 roku relikwie świętego (czaszkę, szczęki z kilkoma zębami, pozostałe zęby i prochy) wraz z posągiem umieszczono w ozdobnej urnie. Z okazji prac przy ołtarzu odnowiono całe wnętrze kościoła. wykorzystano przy tym wiele materiałów, odzyskanych z wcześniej istniejących budynków i kamienie, naniesione w wyniku wylania rzeki Rivo. Z tego samego okresu pochodzą srebrne posągi ołtarza głównego i pomniki nagrobne rodziny Sciamanna. W 1644 roku wydany został dekret, na mocy którego św. Walenty został ogłoszony głównym patronem Terni. Pod koniec XVII wieku wykonano srebrny sarkofag, w którym złożono szczątki świętego. Za ołtarzem głównym znajdowała się tzw. Confessione di San Valentino – ołtarz zbudowany tuż nad grobem świętego, z XVII-wiecznym obrazem, ukazującym jego męczeństwo.
Po 1873 roku klasztor karmelitów, sprzedany gminie Terni, był wykorzystany do celów świeckich; przez około pięćdziesiąt lat gmina całkowicie przebudowała go na mieszkania. Kościół został przekazany duchowieństwu świeckiemu.

#### XX wiek
W 1906 roku karmelici bosi powrócili do Terni i wybudowali po wschodniej stronie kościoła skromny klasztor, odrestaurowany w 1955 roku. Sama bazylika, zaniedbana i znajdująca się w stanie upadku, została całkowicie odnowiona w latach 1924–1927 przez ojca Valemmo Poscia.
W latach 1965–1970 proboszcz Capogrossi nadzorował kompletny remont dachu kościoła, zbudował ołtarz Świętego Dzieciątka z Pragi, zastępując nim poprzedni ołtarz Najświętszego Serca, a także wyposażył kościół w system centralnego ogrzewania. Posąg św. Walentego został odnowiony w latach 70. XX wieku. W 2003 roku jego grób został przeniesiony do nowego ołtarza. W tym samym roku powróciła do Terni część czaszki świętego, skradziona z jego grobu w 1979 roku.

## Architektura
Fasada jest rozczłonkowana pilastrami. Wykwintny portal zwieńczony dużym centralnym oknem został zbudowany w 1854 roku. Stiukowe rzeźby, przedstawiające świętych patronów miasta, Walentego i Anastazego, zostały dodane w XIX wieku.

## Wnętrze

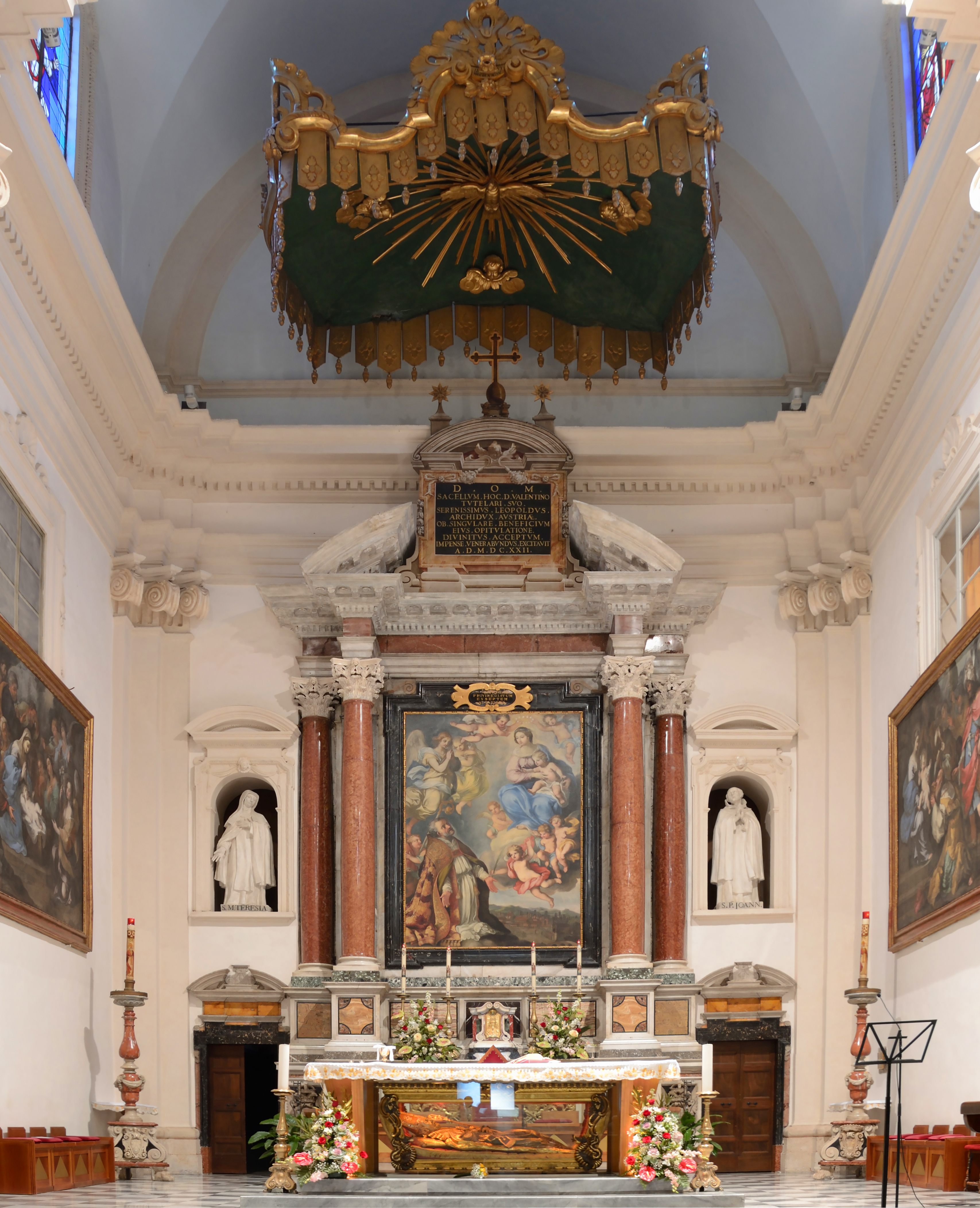
Ołtarz główny z relikwiarzem św. Walentego

Bazylika została wzniesiona zgodnie ze schematem kontrreformacji. Jej wnętrze tworzy jedna, duża nawa z kaplicami bocznymi po obu stronach, dwie większe kaplice znajdują się w ramionach transeptu. W prezbiterium przed ołtarzem głównym znajduje się mensa ołtarzowa a pod nią – trumna z relikwiami św. Walentego. Wnętrze jest rozczłonkowane masywnymi pilastrami z kapitelami w porządku jońskim, ozdobionymi girlandami. Dwie kaplice z każdej strony były własnością kilku ważnych rodzin w mieście. Najciekawsze artystycznie są kaplice transeptu. Kaplica z prawej strony, poświęcona św. Michałowi, była prywatną kaplicą rodziny Sciamanna. Po obu jej stronach znajdują się nagrobki kilku członków rodziny, a w jej centrum ołtarz z obrazem Św. Michał Archanioł pokonujący diabła, pędzla Cavaliera d'Arpino. Kaplica z lewej strony poświęcona jest karmelitańskiej świętej, Teresie z Ávili. Obraz w jej ołtarzu, Madonna z Dzieciątkiem pomiędzy świętymi Józefem a Teresą, namalował Lucas De La Haye, karmelitański artysta z drugiej połowy XVII wieku, odpowiedzialny za dekorację wnętrza. Oprócz wspomnianego obrazu pozostawił po sobie inne arcydzieła, w tym obraz ołtarza głównego, Św. Walenty proszący Najświętszą Maryję Pannę o opiekę nad Terni oraz obrazy: Adorację pasterzy, Adorację Trzech Króli, Czterej Ewangeliści i serię z męczennikami z Terni (Catulusem, Saturninem, Luciem i uczniami biskupa Walentego), zachowanymi w nawie głównej. Jego styl jest w pełni barokowy: figury pokryte wystawną draperią, poruszaną przez wiatr, nasycone zostały ciepłymi kolorami, sugerującymi wpływ malarstwa weneckiego na artystę. W prezbiterium znajduje się duże płótno przedstawiające Ukrzyżowanie. W jednej z kaplic nawy widnieje obraz Madonna z Dzieciątkiem i świętymi: Wawrzyńcem, Janem Chrzcicielem i Bartłomiejem, namalowany w 1635 roku przez pochodzącego z Todi Andreę Polinori. Inspiracją dla tego artysty był Caravaggio. W krypcie znajduje się dawny ołtarz, umieszczony nad arcosolium, w którym znaleziono szczątki św. Walentego. Niektóre znaleziska z terenu pochówku świętego zgromadzono w miejscu obok krypty.

## Święto św. Walentego
Św. Walenty jest uważany za patrona zakochanych dzięki pewnej legendzie, według której miał on być pierwszym duchownym, który pobłogosławił związek pogańskiego legionisty z młodą chrześcijanką. Św. Walenty był biskupem miasta Terni, walczącym o społeczność chrześcijańską w czasach ciężkich prześladowań przez Rzym. Za swoją działalność poniósł męczeńską śmierć, a w 496 roku Kościół ustanowił jego święto, aby uczcić miłość, postać świętego i zastąpić pogańskie święto luperkalia, podczas którego kobiety i mężczyźni wkładali do urny swoje imiona, a dziecko losowało je. Wylosowane w ten sposób pary żyły razem przez cały rok. Każdego roku 14 lutego odbywa się w Terni tradycyjny festiwal połączony z procesją po ulicach miasta i uroczystościami eucharystycznymi. Wzdłuż ulic miasta nieopodal bazyliki odbywają się historyczne targi San Valentino.